# نخو دوم
نخو دوم یا نکو دوم (به انگلیسی Necho II) فرعونی از دودمان ۲۶ مصر باستان می‌باشد که بین سال‌های ۶۱۰ تا ۵۹۵ پیش از میلاد می‌زیسته‌است. او تأثیر مهمی در امپراتوری‌های نوین آشور و بابل و همچنین پادشاهی یهودا گذاشت. نام او احتمالاً در انجیل ذکر شده‌است. هدف اولش فتح آسیا غربی بود و می‌خواست با قطع مسیر تجارت بابلی‌ها، قدرت آنها را مهار کند. وی در نبرد مگیدو با پادشاه یهودیه جنگید و او را شکست داد. با اینحال با حملهٔ ناگهانی نیروهای متحد بابلی و مادها مواجه شده و شکست خورد و در نهایت نیروهایش از سوریه عقب‌نشینی کردند.